# خان غلو سفتة
خان غلو سفتة (بالفارسية: کاروانسرای گلو سفته) هو خان تاريخي يعود إلى عصر القاجاريون، ويقع في مقاطعة بردسير.